# Arius brevirostris
Arius brevirostris és una espècie de peix de la família dels àrids i de l'ordre dels siluriformes.

## Morfologia
Els mascles poden assolir els 12 cm de llargària total.

## Distribució geogràfica
Es troba a Myanmar, Cambodja, Vietnam, Tailàndia i Malàisia.